# Sarona beardsleyi
Sarona beardsleyi är en insektsart som beskrevs av Asquith 1994. Sarona beardsleyi ingår i släktet Sarona och familjen ängsskinnbaggar. Inga underarter finns listade i Catalogue of Life.